# Melchior (stacja antarktyczna)
Base Melchior – letnia stacja polarna należąca do Argentyny, położona na jednej z wysp grupy Wysp Melchiora, w pobliżu wybrzeży Półwyspu Antarktycznego.

## Położenie
Stacja znajduje się na brzegu Wyspy Gamma, zwanej też Isla Observatorio, jednej z niewielkich Wysp Melchiora w Archipelagu Palmera, leżącym u wybrzeży antarktycznej Ziemi Grahama. Na pobliskiej Wyspie Lambda (hiszp. Isla Primero de Mayo) znajduje się historyczna latarnia morska Faro 1° de Mayo, oddana do użytku w 1942 r.

## Działalność

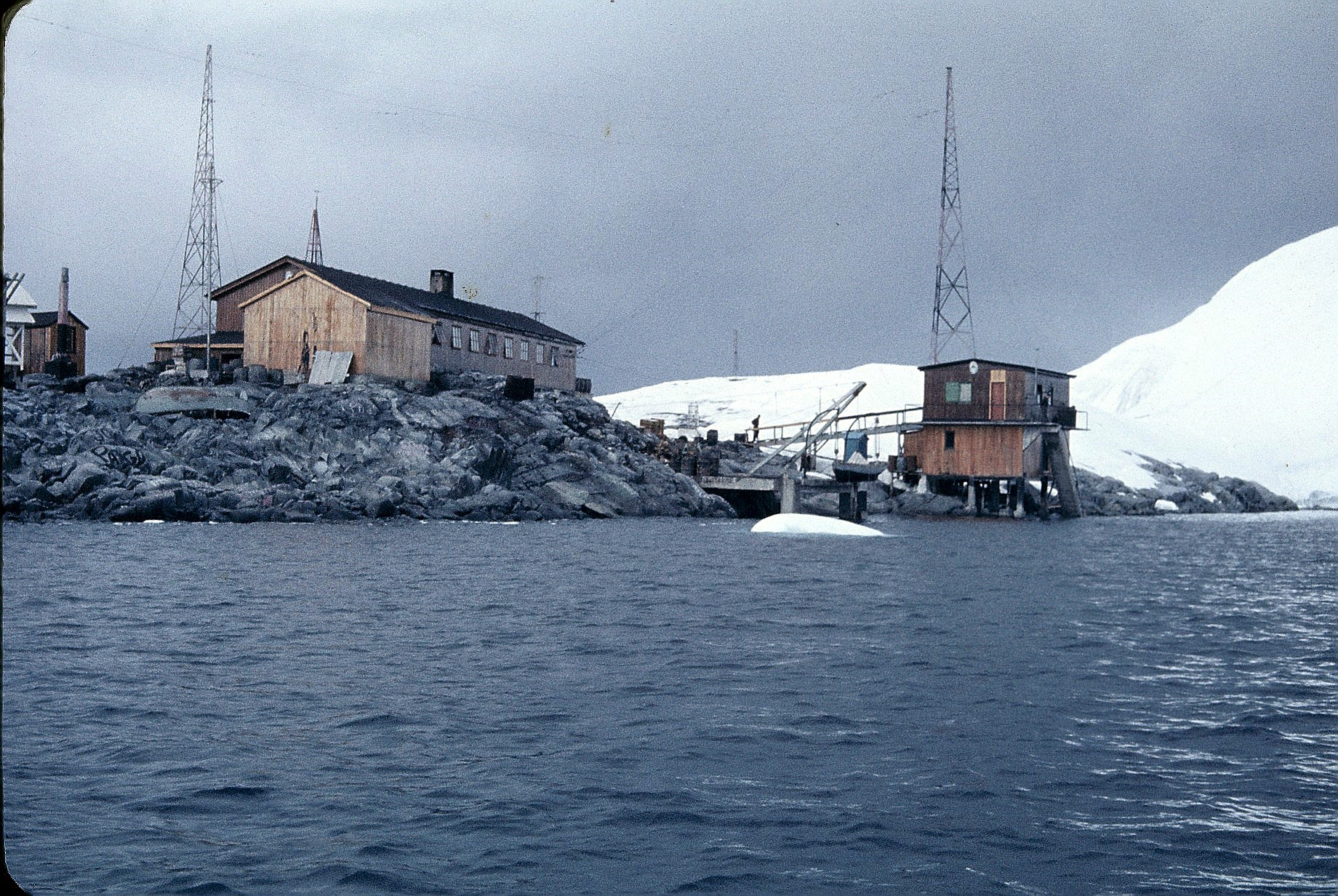
Stacja w 1958 roku

Stacja Melchior była pierwszą ze stacji założonych przez Argentyńczyków na przybrzeżnych wyspach Antarktydy. Dużym nakładem pracy w 1947 roku oczyszczono teren, postawiono budynek z prefabrykatów o długości 27 m i dwie dwudziestopięciometrowe anteny, pozwalające na łączność radiową z Argentyną. Od 1952 roku stacja nadawała trzy razy dziennie komunikaty meteorologiczne, od 1955 prowadzono w niej pomiary promieniowania kosmicznego. W ramach Międzynarodowego Roku Geofizycznego zainstalowano w niej pierwszy w regionie mareograf. W latach 60. XX wieku prowadzone były także badania biologiczne.